# NGC 7241
NGC 7241 est une galaxie spirale barrée particulière, vue par la tranche et située dans la constellation de Pégase. Sa vitesse par rapport au fond diffus cosmologique est de 1 135 ± 25 km/s, ce qui correspond à une distance de Hubble de 16,7 ± 1,2 Mpc (∼54,5 millions d'al). NGC 7241 a été découverte par l'astronome français Édouard Stephan en 1872.
La classe de luminosité de NGC 7241 est II-III et elle présente une large raie HI. De plus, elle forme une paire de galaxies avec UGC 11964 (PGC 68420).
En raison d'une brillance de surface égale à 14,03 mag/am2, on peut qualifier NGC 7241 de galaxie à faible brillance de surface (LSB en anglais pour low surface brightness). Les galaxies LSB sont des galaxies diffuses (D) avec une brillance de surface inférieure de moins d'une magnitude à celle du ciel nocturne ambiant.
À ce jour, cinq mesures non basées sur le décalage vers le rouge (redshift) donnent une distance de 47,680 ± 18,695 Mpc (∼156 millions d'al), ce qui est à loin l'extérieur des valeurs de la distance de Hubble. Notons que c'est avec la valeur moyenne des mesures indépendantes, lorsqu'elles existent, que la base de données NASA/IPAC calcule le diamètre d'une galaxie et qu'en conséquence le diamètre de NGC 7241 pourrait être d'environ 17,3 kpc (∼56 400 al) si on utilisait la distance de Hubble pour le calculer. 

## Galaxie particulière
L'image du relevé SDSS et celle prise par Adam Block (galerie) révèlent la présence d'une tache circulaire grisâtre centrée sur NGC 7241. Cette tache, qui justifie sans doute la classification de la galaxie en tant que particulière (mention « pec »), est vraisemblablement une galaxie naine située au premier plan. On pense par ailleurs que les deux galaxies sont en interaction gravitationnelle. De petites taches bleues sont visibles dans la galaxie naine et trahissent la présence de jeunes amas d'étoiles.

## Galerie

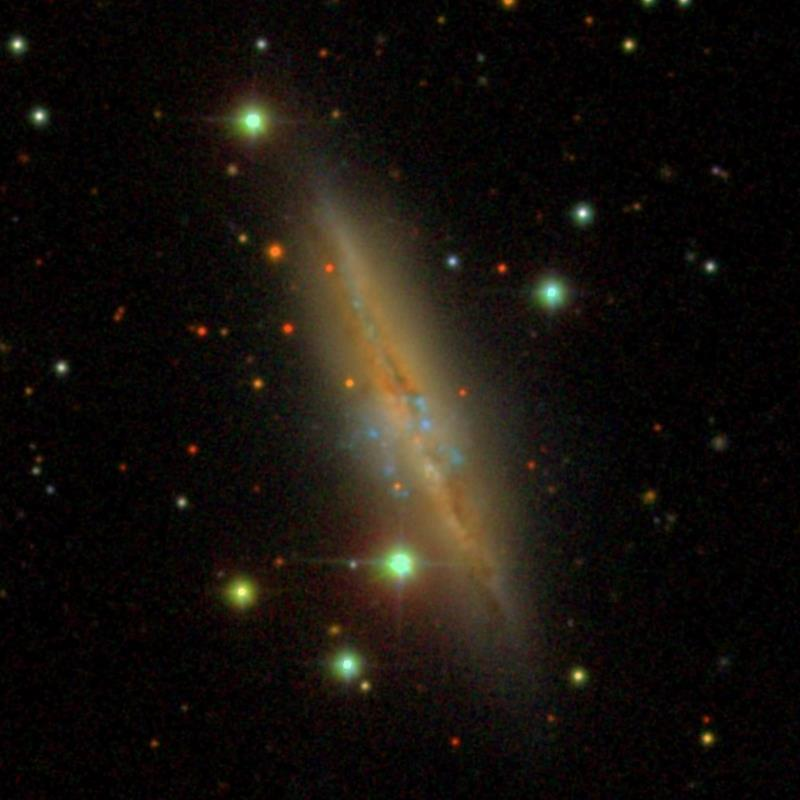
NGC 7241 imagée par le relevé SDSS. La tache grisâtre et constellée de petits point bleus est une galaxie naine située devant NGC 7241.
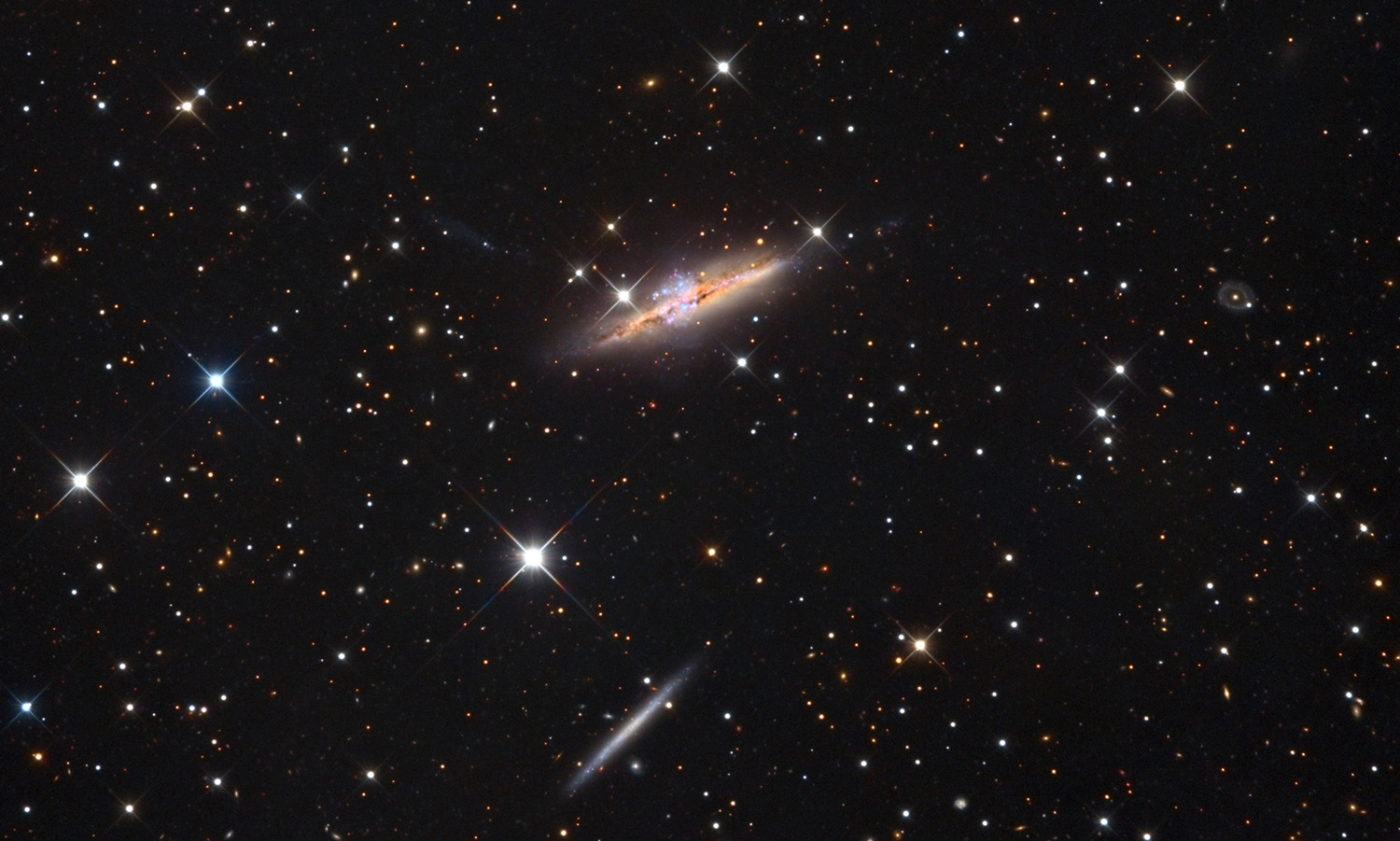
NGC 7241 par Adam Block (Observatoire du mont Lemmon/Université de l'Arizona). La galaxie vue par la tranche, en bas, est UGC 11964.